# Saoura
 (novembre 2020).
Si vous disposez d'ouvrages ou d'articles de référence ou si vous connaissez des sites web de qualité traitant du thème abordé ici, merci de compléter l'article en donnant les références utiles à sa vérifiabilité et en les liant à la section « Notes et références ».
Pour les articles homonymes, voir Saoura (Burkina Faso), Département de la Saoura, Daïra de Saoura et Oued Saoura.
La Saoura est une région désertique algérienne constituant la limite Ouest du Grand Erg occidental.

## Étymologie et origine
La région doit son nom à la vallée de l'oued Saoura qui est l'union de l'oued Guir et de l'oued Zouzfana.

## Géographie
La Saoura constitue la partie occidentale du Sahara algérien, de 789 000 km2 environ, de part et d’autre de l’oued qui la traverse, entre le grand Erg au nord et l’Erg Lghidi. Ses principales villes sont Béchar, Tindouf, Béni Abbès, Timimoun et Adrar, et au sud se trouvent les oasis du Gourara et du Touat.
La végétation composée essentiellement de buissons suit le cours des oueds, sur les rives de celui qui longe le grand Erg occidental, se trouvent des palmiers (cette région porte le nom d’« allée des palmiers »).
Béchar se trouve à proximité du djebel qui porte la même appellation. Sa palmeraie est l’une des plus importantes de la Saoura.

## Photos de la Saoura

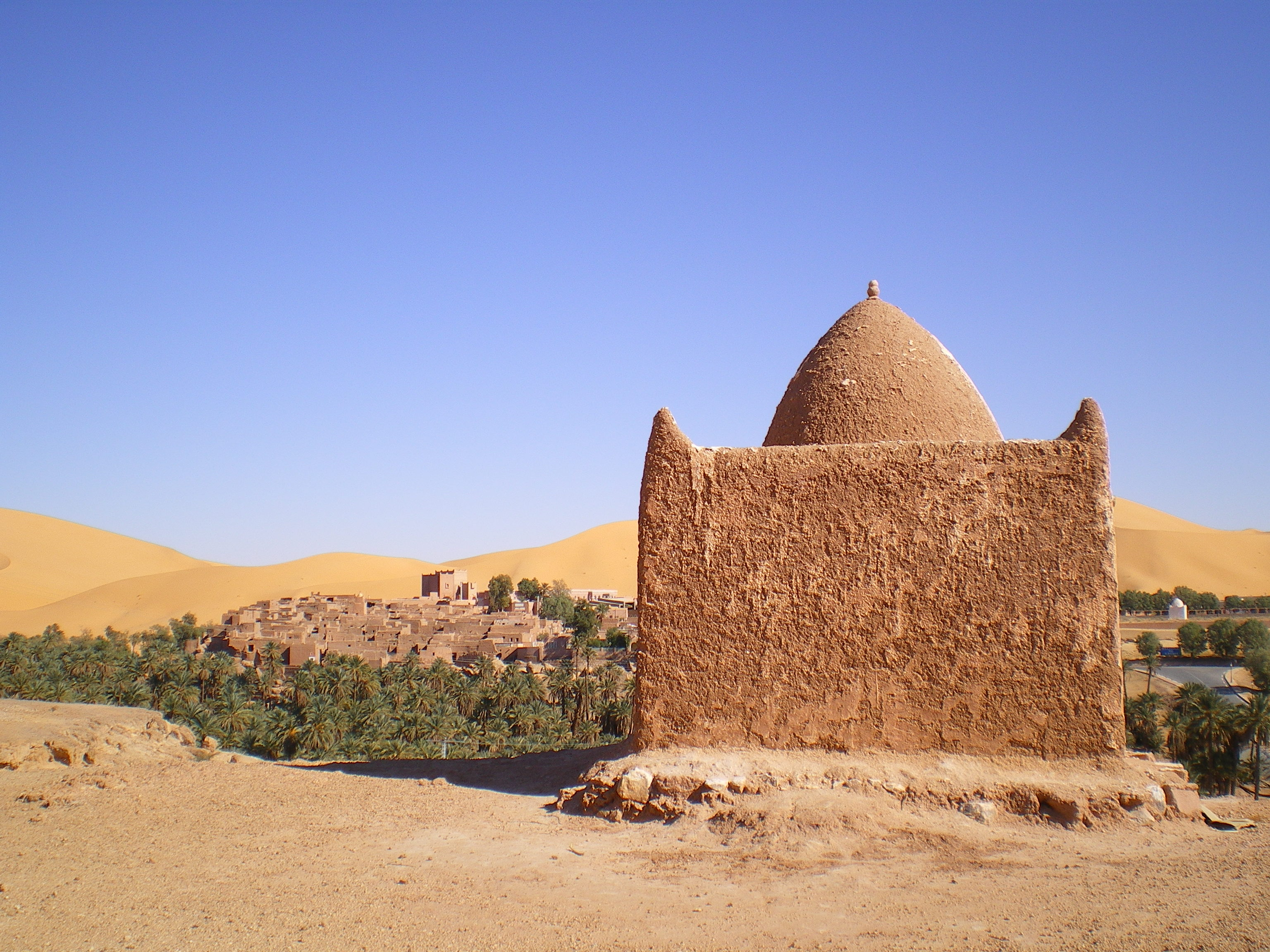
Mausolée à Taghit
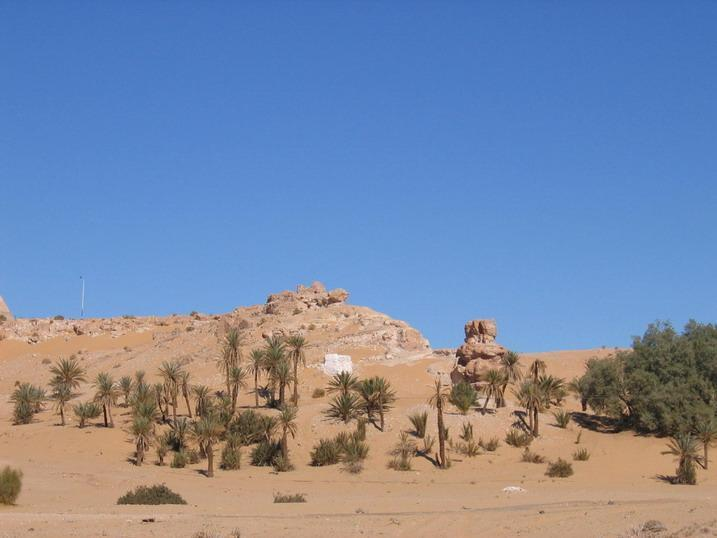
Beni-Abbes